# Дело Мертена
Дело Мертена (греч.  Υπόθεση Μέρτεν) потрясло политическую жизнь Греции, и оставалось на повестке дня с 1957 по 1960 год. Дело касалось Макса Мертена, офицера германских оккупационных сил, обвиняемого в военных преступлениях.

## Макс Мертен
Макс Мертен (Max Merten, 8 сентября 1911 года — 21 сентября 1971 года) был одним из верховных прокуроров в нацистской Германии, и имел воинское звание капитана. Родом из Берлина, он был женат на дочери консула Венгрии в немецкой столице. Во время Второй мировой войны Мертен служил в Сербии и Греции в качестве высшего советника по правовым вопросам при немецких военных властях на местах (Военная комендатура), в то время как его супруга оставалась в Будапеште, будучи личным секретарём заместителя министра юстиции Роланда Фрайслера.

## Мертен в оккупированной Греции

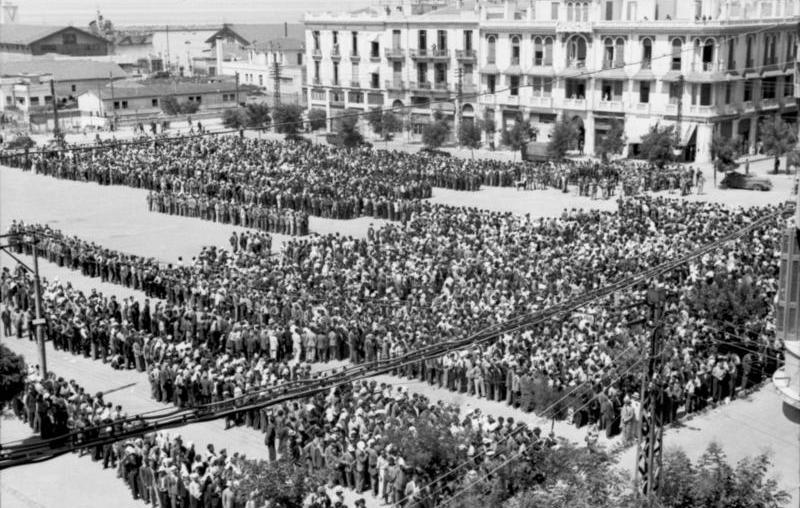
Сбор евреев Салоник. Июль 1942 года

Мертен прибыл в Грецию в апреле 1942 года, ровно год после начала тройной, германо-итало-болгарской, оккупации страны. Его сопровождал адъютант Майснер, вместе с которым они обосновались в македонской столице городе Фессалоники. Мертен находился в Салониках почти два года, с 1942 по 1944 год, где принял общее руководство в гонениях евреев Македонии, согласно приказу комендатуры от 7 июля 1942 года «о мерах против евреев и их собственности», замещая во многих случаях и высшего военного командующего Македонии и Эгейского моря.
Мертен считается главным ответственным за геноцид евреев Салоник. По его приказу около 45.000 евреев города были перевезены в Освенцим. Он также несёт ответственность за грабёж их имущества, вплоть до разграбления еврейского кладбища. По самым скромным подсчётам, стоимость этого награбленного имущества превышала огромную для той эпохи сумму в 125.000.000 золотых франков. Сам Мертен получил имя «Палач Салоник» или «Мясник Салоник».

## Дело Мертена
По окончании войны Мертен был арестован в Германии американцами. В 1946 году американцы предложили греческим дипломатическим органам в Германии, в рамках соглашения союзников от 1943 года о передаче военных преступников в страны где они совершили свои преступления, передать Мертена им. Военный атташе Греции в Берлине, генерал Андреас Ипсилантис, игнорировал предложение и взамен предложил освободить Мертена в силу его безупречного поведения и неоценимых услуг Греции.
Мертен начал новую карьеру в послевоенной Германии, работая в министерстве юстиции Западной Германии. Он принял участие в политических делах и вместе с Густавом Хайнеманом, впоследствии президентом Западной Германии, создал политическую партию оппозиционную Конраду Аденауэру в вопросе принятия постоянного раздела Германии.
Дело Мертена ведёт свой отсчёт с мая 1957 года, когда он, будучи уверенным в своей безнаказанности и безопасности, прибыл в Грецию и предстал перед Бюро военных преступников в Афинах, в качестве свидетеля защиты своего земляка, также военного преступника, Артура Майснера. Причём он предстал не как частное лицо, а в качестве высокопоставленного чиновника министерства юстиции Западной Германии, будучи его Генеральным секретарём. За обвинения против него он никогда не был арестован, с тем чтобы предстать перед Судом военных преступников, хотя ордер на его арест был издан в 1946 году.
Следователь с изумлением услышал имя Мертена, когда тот представился ему. Но он сохранил своё хладнокровие и не выдал своих эмоций. Он вышел под незначительным предлогом из своего офиса и позвонил заместителю прокурора Верховного суда, Андреасу Тусису, который возглавлял Бюро военных преступников. Действия Тусиса были молниеносными. Он известил полицию и приказал немедленно арестовать иностранца, который в этот момент находился в офисе следователя. Приказ был исполнен и Мертен оказался в заключении. В своей камере Мертен работал непрерывно. Он собирал документы, принимал немецких дипломатов и предлагал свидетелей. Среди этих свидетелей был и заместитель министра обороны Греции Георгиос Темелис и супруга министра внутренних дел Димитриоса Макриса, Доксула Леонтиду-Макри.
Обвинение по делу Мертена было издано в марте 1958 года и дата слушания была назначена до того как правительство партии Национального Радикального Союза (Ε.Ρ.Ε.) внесло в Парламент Греции законопроект о «прекращении преследования» немецких военных преступников. Несмотря на то что законопроект исключал Мертена из «прекращения преследования», стало очевидным и было заявлено оппозицией в парламенте, что это был первый шаг к освобождению Мертена. Защита старого нациста неоднократно ссылалась на этот закон, чтобы доказать, что для греческого правительства не существовало вопроса преступников войны и что во всяком случае было бы несправедливым «жестокое обращение» по отношению к Мертену, лишь потому что он по «несчастью» был арестован в Греции.

### Иностранные вмешательства
Сразу после предварительного заключения Мертена, начался ряд многочисленных демаршей немецкого посла в Афинах греческим министерствам внутренних и иностранных дел, который требовал немедленного освобождения Мертена. В свою очередь Мертен, вместо того чтобы отвечать на обвинения, утверждал что целью его визита в Грецию было навестить старых друзей с периода оккупации.

### Политическое и дипломатическое измерение дела
Тогдашнее греческое правительство Константина Караманлиса первоначально оказалось в замешательстве, а затем стало уступать давлению, оказанного на него через немецкого посла, канцлером Аденауэром, поскольку вскоре, осенью 1958 года, ожидалось подписание немецкого займа Греции на сумму 200 млн западногерманских марок.
Вопрос принял ещё большие масштабы, когда в начале ноября 1958 года, премьер-министр Караманлис и министр внутренних дел Эвангелос Аверф совершили официальный визит в Бонн, основной целью которого было обеспечение кредитов для проектов инфраструктуры. В свою очередь немецкие политики были заинтересованы в проникновении немецкого капитала в Грецию и расширении экономического влияния Западной Германии в Восточном Средиземноморье. Но было также очевидным, что германское правительство было заинтересовано в прекращении преследования военных преступников в Греции, с тем чтобы деятели экономической и политической жизни Западной Германии, обременённые военными преступлениями и на которых были выданы ордера на арест за их деятельность в Греции, могли бы беспрепятственно въезжать и выезжать из этой страны. 13 ноября 1958 года, было подписано германо-греческое экономическое соглашение которое сопровождалось секретным приложением, в котором «Караманлис обещал германскому канцлеру Аденауэру, что Греция прекратит все преследования и передаст Мертена Германии».
Через несколько дней после возвращения Караманлиса-Аверофа из Бонна, лидер партии Демократического союза Илиас Циримокос потребовал у председателя парламента обсудить вопрос Мертена. Он заявил, что имеется информация, согласно которой греческий премьер принял обязательства перед германским правительством освободить «палача Салоник» Макса Мертена.
Эта информация произвела впечатление и вызвала волнения, в особенности среди депутатов левых партий. В конце января 1959 года, правительство Караманлиса внесло в парламент на рассмотрение законопроект «О внесении поправок в законодательство о военных преступлениях», который предусматривал что «автоматически приостанавливается и без необходимости решения суда, любое преследование подданных Германии предполагаемых в качестве военных преступников, а также исполнение любого приговора или остатка его». Министром правосудия Греции был Константин Каллиас, который заявил «следует устранить препятствия для развития наших отношений с Западной Германией», и охарактеризовал закон как политическая акция необходимости.
Ссылки на это юридическое чудо опубликовали многие европейские газеты и журналы, а The Times писал «Греция предоставляет амнистию своим палачам». Но и в самой Греции реакция многих депутатов парламента была резкой, в особенности Константина Мицотакиса, Илиаса Циримокоса и Ставроса Илиопулоса.
В ответ на выступление жителей города Калаврита против законопроекта, заместитель премьер-министра П. Канеллопулос заявил в парламенте: «я следую глубокому благочестию по отношению к жертвам в Калаврита, но резня там была вызвана в качестве ответа на убийство немцев, к тому же пленных…». Эти заявления вызвали негодование и гнев. Следствием всего этого было что все оппозиционные партии проголосовали против законопроекта.
Докладчик парламентского большинства Папарригопулос заявил, что в случае Мертена будет сделано исключение и что этот нацист будет оставаться в юрисдикции греческих судов. Как оказалось впоследствии, это был обманчивый шаг правительства, с тем чтобы успокоить гнев оппозиции.

### Судебный процесс Мертена
Процесс Макса Мертена начался наконец 11 февраля 1959 года в Специальном Военном Трибунале военных преступников в Афинах, на котором председательствовал полковник Кокорецас, и который исключил политических истцов чтобы избежать политизации дела. Мертен предстал перед судом улыбаясь и на вопрос журналистов зачем он прибыл в Грецию, раз он знал что на него был издан ордер на арест с 1946 года, он ответил что у него на руках документ, согласно которому с 1947 года он получил заверения греческой военной миссии в Берлине, что никакого обвинения против него в Греции не было выдвинуто.
Судебный процесс длился более 20 дней и вызвал международный интерес. На процессе присутствовали евреи, многие иностранные журналисты, а также юристы. 5 марта 1959 года председатель суда огласил вердикт о виновности Макса Мертена, согласно которому он был осуждён на 25 лет лишения свободы, за незаконные задержания и заключения в концлагеря греков и евреев, убийства и смерти от голода евреев, террора против 56.000 евреев, разрушения еврейского кладбища Салоник, депортацию 40.000 евреев в немецкие концлагеря и т. д..

### Освобождение и депортация Мертена
Осенью 1959 года дело Мертена снова вышло на поверхность, благодаря законопроекта, который внесло правительство Ε.Ρ.Ε., который вносил поправки в соответствующий предыдущий закон и разрешал освобождение военных преступников уже осуждённых и находившихся в греческих тюрьмах. Последовало бурное обсуждение в парламенте. Под шквалом обвинений депутатов Демократической левой партии и Демократического Союза, правительство через своего второго председателя, Панайотиса Канеллопулоса, ответило что Ε.Ρ.Ε. полностью доверяет «сегодняшней Германии» и что единственный военный преступник находившийся в греческих тюрьмах, Мертен, должен быть депортирован и сдан в его стране.
В конечном итоге правительству удалось провести законопроект и 5 ноября 1959 года Мертен был освобождён и депортирован из Греции.
Сразу после прибытия в Западную Германию он был арестован по ордеру немецких судебных органов и был судим в Берлине. Следователь решил что он может оставаться на свободе, при условии появления в полиции два раза в неделю.

### Немецкие публикации и новый переполох
28 сентября 1960 года, немецкая газета Эхо Гамбурга и журнал Der Spiegel опубликовали рассказы Макса Мертена, согласно которым премьер министр К. Караманлис и министр внутренних дел Д. Макрис и его жена Доксула были «платными информаторами немецких оккупационных властей и за предоставленную ими ценную информацию в отношении греческого Сопротивления получили компенсацию из конфискованного имущества евреев».
Публикации немецких изданий были перепечатаны афинской прессой и вызвали переполох в Греции. Вопрос был обсуждён в парламенте, и правительство подверглось критике оппозиции. Правительство в категорической форме опровергло заявления Мертена и сделало резкие демарши в Бонне. Германское правительство своим объявлением выразило свои сожаления о публикациях. Греческое посольство в Бонне своим заявлением охарактеризовало публикации «уродствами, которые, если не служат конкретным вредоносным целям, являются вымыслом больного мозга». В объявлении посла Греции подчёркивалось также масштабы лжи этой информации достаточно показывают 4 её составляющие:
1. К. Караманлис, вопреки утверждениям прессы, на всём протяжении оккупации никогда не находился в Салониках.
2. С министром внутренних дел Макрисом, которого публикации представили встречавшего премьер-министра во время оккупации, премьер-министр познакомился в 1956 году, то есть 11 лет после завершения войны.
3. У К. Караманлиса нет никакого, даже самого далёкого родства с представляемой в выше означенных публикациях в качестве его племянницы супруги Макриса, которую он видел один единственный раз, вместе с её супругом.
4. Министр внутренних дел Д. Макрис, который представлен в 1942-43 годах как жених своей нынешней супруги, которой тогда было 17 лет, ни женихом её не был и вообще не был знаком с ней в тот период, и женился на ней в 1949 году.
Представители оппозиционных партий Софокл Венизелос, Илиас Циримокос, Комнинос Пиромаглу, Илиас Бредимас и др. попросили заинтересованных обратиться в немецкие суды, чтобы защитить честь своих должностей и защитить престиж Греции. То же самое настойчиво требовали от них политические партии и пресса.
Однако Мертен пошёл ещё дальше. Он заявил что супруга Макриса, Доксула, которая в оккупацию работала в немецком правлении Салоник, подарила ему на Рождество 1942 года альбом с фотографиями. И Эхо Гамурга в своей новой статье обвинило в сотрудничестве с оккупантами, заместителя министра обороны Греции, который в оккупацию Греции был номархом нома Пеллы.
Темелис охарактеризовал эти публикации «мерзкими клеветническими стрелами». Темелис и Макрис подали жалобу в греческие суды, но Партия либералов, Единая левая партия и Демократический союз настаивали, что затрагиваемые этим вопросом должны обратиться в немецкие суды. Напротив, Георгиос Папандреу считал что суд должен состояться в Греции.
8 октября К. Караманлис разрешил своё молчание и в своих жёстких заявлениях указал среди прочего, что «правительство с самого начала информировало общественное мнение о этом низком деле. И посредством обращения затронутых лиц к греческому правосудию и принятия специального закона разрешающего указанному военному преступнику прибыть в Грецию и подтвердить свои злостные заявления, создало все предпосылки для полной информации общественного мнения…».
7 марта 1961 года Макс Мартен отказался давать показания в немецких судах, в отношении всего что свидетельствовал о К. Караманлисе и Д. Макрисе, заявляя что не доверяет немецкому правосудию. 10 ноября 1961 года он был заочно осуждён на 4 года лишения свободы и выплате денежной компенсации в 70 000 драхм за клевету.

## В поисках награбленных сокровищ Мертена
В конце XX века дело Мертена приобрело ещё одну грань. Таинственный старик немец, который был соседом по камере заключения Мертена, обратился в центральный еврейский совет Греции, заявляя, что он знает где находятся сокровища награбленные Мертеном.
Немец заявил что Мертен затопил судно с 64 сундуками у одного из южных мысов Пелопоннеса и что он один знает координаты затопления судна.
Немец запросил у еврейского совета, как у законного наследника сокровищ, четвёртую часть находки.
Еврейский совет зафрахтовал в 1998 году греческое водолазное судно «Капитан Бабис». Судно и водолазы два года простояли в порту города Каламата, разрешая бюрократические вопросы, но в конечном итоге ничего не было найдено.
Клад Мертена, если он существует, не найден по сегодняшний день.